# Мамсіков Максим
Максим Мамсіков (*1968) —український художник. Його картини користуються популярністю у Франції та Німеччині.
У 2009 році на аукціоні Phillips de Pury & Company його «Морський бій» купили за 35 тисяч доларів.

## Біографія
Народився в 1968 році. Закінчив Київську державну Академію мистецтв, факультет графіки (1988—1994). У 2003 переможець всеукраїнського конкурсу молодих художників «Старт» в номінації «Візуальне мистецтво». 2000 — дипломат виставки «Нові напрямки», Галерея Спілки Художників України, Київ. 1999 — резиденція у Академії мистецтв у Мюнхені. Живе і працює в Києві.

## Критика
Наталія Філоненко: Художня практика Максима Мамсікова заснована на вільному дослідженні безконечної різноманітності реальності, яка потім трансформується в мальовничі образи. Вони часто є ще неусвідомленими іконами колективної пам'яті — це репертуар зображень, які існують в нашій уяві, але не на першому плані … Щось дуже знайоме … Наче дуже прості сюжети зберігають безліч алюзій, їх прихований наратив проявляє ідентифікаційні системи, які вже існують в суспільній свідомості. Об'єкти зображення цілком реальні, адже для художника реалізм — це звичний метод говорити про навколишній світ. При цьому вони умовні, як риторичне питання. Зміст його робіт можна порівняти з класичним мистецтвом хайку, де одна строфа представляє певний образ, інша описує резонує з цим образом відчуття людини. Живопис Мамсікова, подібно до цього поетичного жанру передбачає формально-змістове єдність і відрізняється лаконічністю мови.

## Виставки і проекти

### Персональні виставки
- 2012 - Мікст, паралельна програма Arsenale 2012, галерея Колекція, Київ, Україна. 2009 RESTART, Морський Арт-Термінал, Одеса. Гігантські кульки та кишенькові авто, галерея «Колекція», Київ.
- 2008 - Велика прогулянка, галерея «Колекція», Київ.
- 2007 - Кольоропробу, галерея «Київ. Файн Арт», Київ.
- 2006 - Україна, вперед !, галерея Риджина, Москва. Арт-Москва, Центральний Будинок Художника, Москва. Галерея «L-Art», Київ. Галерея «L-Art», Берлін.
- 2005 - Проліски, живопис, Карась Галерея, Київ.
- 2001 - Light.Lab, галерея «РА», Київ.
- 2000 - Нова живопис, галерея «L-Art», Київ.
- 1995 - Чисто живопис, галерея «Бланк Арт», Київ.

### Групові виставки
- 2013 - Modern Ukrainian artists, Saatchi Gallery, Лондон, Велика Британія. Одеська бієнале сучасного мистецтва, Одеса, Україна. August Agenda, Dymchuk Gallery, Київ, Україна. За версією Forbes, Міський музей Духовні скарби України, Київ, Україна. Зоряні війни, АРТ-ЦЕНТР, Одеса, Україна. 2010 Українська Альтернатива. XX, галерея «Дукат», Київ. At the Surface, галерея «Київ. Файн Арт», Київ.
- 2009 - Три історії, АРТ-Москва, Центральний Будинок Художника, Москва. Художники малюють (кулькова ручка, А4), малюнок, Карась Галерея, Арт-Вільнюс, Україна-Литва.
- 2008 - Bloomsday'08, Фестиваль сучасного мистецтва, галерея «Колекція», Київ.
- 2007 - On Geekdom: художники пострадянського простору, Арт-Афіна, Бенаки Музей, Афіни, Греція. Хіпі Е !, симпозіум сучасного мистецтва «Бірючий 007», Запоріжжя. Bloomsday'07, Фестиваль сучасного мистецтва, галерея «Колекція», Київ. Київська зима, «Bereznitsky Gallery», Берлін.
- 2006 - Арт-фестиваль «Шаргород», «Weekend», галерея «L-Art», Київ.
- 2005 - Zoo, галерея «РА», Київ. Beauty Free Shop, Прага. Росія-2: погані новини з Росії, галерея «White Box», Нью Йорк, США.
- 2004 - Арт-Кельн, міжнародна арт ярмарок, Кельн, Німеччина. Арт-Москва, міжнародна арт ярмарок, Центральний Будинок Художника, Москва. Період романтизму, галерея Спілки Художників України, Київ.
- 2003 - Старт, галерея «L-Art», Київ. Донумента-2003. Україна, Регенсбург, Німеччина.
- 2002 - Живопис з перших рук, Арт Манеж-2002, Москва. Блакитна глина, галерея М. Гельмана, Київ.
- 2001 - Бренд Українське, Центр сучасного мистецтва при НаУКМА, Київ.
- 2000 - Сучасні фотографії України, Салоніки, Греція. Інтервали, Hehie Onstad Kunstsenter, Осло, Норвегія.

### Вибрані виставки
- «20 років присутності» (2011), Інститут проблем сучасного мистецтва, Київ, Україна;
- «Русское бідне» (2008), Річковий вокзал, Перм, Росія;
- «Нова українська живопис» (2008), White Box Gallery, Нью-Йорк, США;
- «Велика прогулянка» (2008), галерея «Колекція», Київ, Україна

### Вибрані колекції
- PinchukArtCentre (Київ);
- Музей актуального мистецтва Art4 (Москва);
- Приватні колекції в Україні, Росії, країнах Європи, США